# Jagna
Jagnaⓘ – imię żeńskie, według różnych badaczy stanowiące usamodzielnione zdrobnienie imienia: Agnieszka( → Jagniszka → Jagna), bądź Jadwiga ( → Jaga → Jagna) albo Agata ( → Jagata → Jagna).
Zdrobnienia imienia Jagna: 
- Jaga
- Jagienka
- Jagula
- Jagusia

Jagna imieniny obchodzi: 20 kwietnia.
Znane osoby o imieniu Jagna:
- Jagna Dankowska – polska reżyserka dźwięku i filozofka
- Jagna Janicka – polska kostiumografka i scenografka filmowa
- Jagna Marczułajtis – polska snowboardzistka

Znane postaci fikcyjne o tym imieniu:
- Jagienka ze Zgorzelic – bohaterka powieści Krzyżacy H. Sienkiewicza
- Jagna Borynowa z d. Paczesiówna – bohaterka Chłopów Wł. St. Reymonta
- Jagienka Oracabessa – kilkuletnia czarnoskóra bohaterka powieści Język Trolli Małgorzaty Musierowicz
- Jagna Obłoczek – postać z filmu Zwierzogród